# Campionati mondiali di nuoto in vasca corta 2010 - 200 metri rana maschili
7Le qualifiche per la finale si sono svolte la mattina del 17 dicembre 2010, mentre la finale si è svolta la sera dello stesso giorno.

## Medaglie
| Posizione | Atleta          | Paese     |
| --------- | --------------- | --------- |
| Oro       | Naoya Tomita    | Giappone  |
| Argento   | Dániel Gyurta   | Ungheria  |
| Bronzo    | Brenton Rickard | Australia |

## Record
Prima della manifestazione il record del mondo (RM) e il record dei campionati (RC) erano i seguenti:
| Record mondiale       | 2:00.67 | Dániel Gyurta Ungheria     | 13 dicembre 2009 Istanbul, Turchia                 |
| Record dei campionati | 2:04.98 | Brendan Hansen Stati Uniti | 9 ottobre 2004 Indianapolis, Stati Uniti d'America |

Durante la competizione sono stati migliorati i seguenti record:
| Data             | Evento      | Atleta        | Nazione  | Tempo   | Record                |
| ---------------- | ----------- | ------------- | -------- | ------- | --------------------- |
| 17 dicembre 2010 | 8ª batteria | Dániel Gyurta | Ungheria | 2:04.46 | Record dei campionati |
| 17 dicembre 2010 | Finale      | Naoya Tomita  | Giappone | 2:03.12 | Record dei campionati |

## Risultati batterie
| Pos. | Atleta                       | Nazionalità         | Tempo        | Batteria     | Corsia       | Note                  |
| ---- | ---------------------------- | ------------------- | ------------ | ------------ | ------------ | --------------------- |
| 1    | Dániel Gyurta                | Ungheria            | 2:04.46      | 8            | 4            | Record dei campionati |
| 2    | Naoya Tomita                 | Giappone            | 2:04.93      | 7            | 4            |                       |
| 3    | Marco Koch                   | Germania            | 2:05.00      | 7            | 5            |                       |
| 4    | Neil Robert Versfeld         | Sudafrica           | 2:05.14      | 7            | 2            |                       |
| 5    | Grigorij Falko               | Russia              | 2:05.80      | 6            | 4            |                       |
| 6    | Eric Shanteau                | Stati Uniti         | 2:05.84      | 8            | 3            |                       |
| 7    | Brenton Rickard              | Australia           | 2:06.00      | 6            | 6            |                       |
| 8    | Hugues Duboscq               | Francia             | 2:06.36      | 6            | 1            |                       |
| 9    | Tales Cerdeira               | Brasile             | 2:06.39      | 7            | 3            |                       |
| 10   | Vladislav Poljakov           | Kazakistan          | 2:06.78      | 6            | 5            |                       |
| 11   | Laurent Carnol               | Lussemburgo         | 2:07.10      | 8            | 2            |                       |
| 12   | George Klein Iv              | Stati Uniti         | 2:07.25      | 6            | 7            |                       |
| 13   | Lennart Stekelenburg         | Paesi Bassi         | 2:07.38      | 8            | 8            |                       |
| 14   | Igor Borysik                 | Ucraina             | 2:07.62      | 8            | 1            |                       |
| 15   | Warren Barnes                | Canada              | 2:07.89      | 5            | 7            |                       |
| 16   | Edoardo Giorgetti            | Italia              | 2:08.01      | 8            | 5            |                       |
| 17   | Giedrius Titenis             | Lituania            | 2:08.03      | 6            | 8            |                       |
| 18   | Paul Kornfeld                | Canada              | 2:08.35      | 5            | 4            |                       |
| 19   | Martti Aljand                | Estonia             | 2:08.96      | 6            | 2            |                       |
| 20   | William Grant Diering        | Sudafrica           | 2:09.15      | 7            | 8            |                       |
| 20   | Viatcheslav Sinkevich        | Russia              | 2:09.15      | 8            | 6            |                       |
| 22   | Slawomir Kuczko              | Polonia             | 2:09.25      | 8            | 7            |                       |
| 23   | Tomas Klobucnik              | Slovacchia          | 2:09.36      | 7            | 1            |                       |
| 24   | Christian Sprenger           | Australia           | 2:09.52      | 7            | 6            |                       |
| 25   | Yevgeniy Ryzhkov             | Kazakistan          | 2:09.94      | 7            | 7            |                       |
| 26   | Felipe França                | Brasile             | 2:10.71      | 6            | 3            |                       |
| 27   | Jakob Jóhann Sveinsson       | Islanda             | 2:10.92      | 5            | 6            |                       |
| 28   | V. Jorge Murillo             | Colombia            | 2:11.49      | 4            | 5            |                       |
| 29   | Sofiane Daid                 | Algeria             | 2:12.39      | 5            | 1            |                       |
| 30   | Edgar Crespo                 | Panama              | 2:12.63      | 4            | 6            |                       |
| 31   | Shuai Wang                   | Cina                | 2:13.71      | 5            | 5            |                       |
| 32   | Juan Alberto Guerra Quiñonez | El Salvador         | 2:14.26      | 4            | 3            |                       |
| 32   | David Oliver Mercado         | Messico             | 2:14.26      | 5            | 3            |                       |
| 34   | Dmitrii Aleksandrov          | Kirghizistan        | 2:14.39      | 4            | 4            |                       |
| 35   | Timothy Ferris               | Zimbabwe            | 2:14.68      | 2            | 5            |                       |
| 36   | Malick Fall                  | Senegal             | 2:15.98      | 5            | 2            |                       |
| 37   | Hocine Haciane               | Andorra             | 2:16.28      | 4            | 8            |                       |
| 38   | ChoYi Chen                   | Taipei cinese       | 2:20.57      | 5            | 8            |                       |
| 39   | Andrea Agius                 | Malta               | 2:20.93      | 3            | 3            |                       |
| 40   | Duan Le Kenneth Lim          | Singapore           | 2:21.34      | 4            | 7            |                       |
| 41   | Maximilian Siedentopf        | Namibia             | 2:21.54      | 3            | 5            |                       |
| 41   | Wael Koubrousli              | Libano              | 2:21.54      | 4            | 2            |                       |
| 43   | Mubarak Al Besher            | Emirati Arabi Uniti | 2:22.33      | 3            | 7            |                       |
| 44   | Jourdy Martis                | Antille Olandesi    | 2:22.45      | 2            | 6            |                       |
| 45   | Martin Melconian             | Uruguay             | 2:22.48      | 3            | 6            |                       |
| 46   | Arturo Alejandro Montilla    | Rep. Dominicana     | 2:23.54      | 3            | 2            |                       |
| 47   | Damir Davletbaev             | Kirghizistan        | 2:23.87      | 3            | 4            |                       |
| 48   | Jehaad Alhenidi              | Giordania           | 2:27.29      | 3            | 8            |                       |
| 49   | Daniel Galea                 | Malta               | 2:30.69      | 2            | 4            |                       |
| 50   | Nazih Mezayek                | Giordania           | 2:30.86      | 1            | 5            |                       |
| 51   | Hemra Nurmuradov             | Turkmenistan        | 2:37.76      | 2            | 3            |                       |
| 52   | Ronaldo Rodrigues            | Guyana              | 2:40.83      | 2            | 2            |                       |
| 53   | Mamadou Fofana               | Mali                | 2:51.27      | 1            | 4            |                       |
| 54   | Ron Albert Roucou            | Seychelles          | 2:52.78      | 2            | 7            |                       |
|      | Ruipeng Xue                  | Cina                | non partito  | non partito  | non partito  | non partito           |
|      | Mohamed Jasim                | Emirati Arabi Uniti | squalificato | squalificato | squalificato | squalificato          |
|      | Leopoldo Andara              | Venezuela           | squalificato | squalificato | squalificato | squalificato          |

## Finale
| Pos. | Atleta               | Nazionalità | Tempo   | Corsia | Note                  |
| ---- | -------------------- | ----------- | ------- | ------ | --------------------- |
|      | Naoya Tomita         | Giappone    | 2:03.12 | 5      | Record dei campionati |
|      | Dániel Gyurta        | Ungheria    | 2:03.47 | 4      |                       |
|      | Brenton Rickard      | Australia   | 2:04.33 | 1      |                       |
| 4    | Marco Koch           | Germania    | 2:05.15 | 3      |                       |
| 4    | Neil Robert Versfeld | Sudafrica   | 2:05.15 | 6      |                       |
| 6    | Grigorij Falko       | Russia      | 2:05.28 | 2      |                       |
| 7    | Hugues Duboscq       | Francia     | 2:05.68 | 8      |                       |
| 8    | Eric Shanteau        | Stati Uniti | 2:05.86 | 7      |                       |